# Ліга Леуміт
Ліга леуміт (івр. הליגה הלאומית בכדורגל, га-Ліга га-лєуміт ба-кадуреґель; «Національна ліга з футболу») — другий за силою, значимістю та популярністю дивізіон професіонального футболу Ізраїлю.

## Історія
У період між 1976 та 1999 роками другий дивізіон називався «Ліга арціт» (івр. הליגה הארצית; «Ізраїльська ліга»), а Перший дивізіон —  «Ліга леуміт» («Національна ліга»). У 1999 році Другий дивізіон отримав теперішню назву.
До сезону 2007/08 включно по закінченню кожного сезону до Прем'єр-ліги («Ліга га-аль») переходили дві команди, що посіли перші два місця у Лізі леуміт, а останні дві команди переходили до Третього дивізіону.
Однак через зміну кількості команд у двох професіональних лігах (16 команд замість 12) у сезоні 2008/09 у всіх трьох ізраїльських лігах змінилася кількість переходів у вищий та нижчий дивізіони. Національна ліга делегувала п'ять кращих команд до Прем'єр-ліги, а звідти перейшла вниз одна команда. Крім того, Національну лігу покинула тільки одна команда, а з третього дивізіону прийшли відразу сім команд.
У наступних сезонах кількість команд у лігах було зменшено до 14, і відповідно змінилась кількість переходів. У останньому сезоні ліги обмінялися відповідно двома кращими та гіршими командами.
Нині у Лізі леуміт 16 команд. Останні 2 команди покидають лігу, а команда, що посіла 14-е місце, грає перехідні матчі за право залишитись у Лізі.